# Inferno – Gefangen im Feuer
Inferno – Gefangen im Feuer (Originaltitel Inferno) ist ein US-amerikanischer Katastrophenfilm aus dem Jahr 2002 von Dusty Nelson, der auch das Drehbuch verfasste. Als Hauptdarsteller werden Jeff Fahey, Janet Gunn und Dean Stockwell geführt.

## Handlung
Die Brandexpertin Darcy Hamilton tritt ihren neuen Posten als Feuerwehrchefin in dem Ferienort Loch Lamond an. Kurz nachdem sie in ihrem Amt bestätigt wurde, ereignen sich zwei große Waldbrände, die beide die Ortschaft bedrohen. Daher kontaktiert sie Bürgermeister Bill Klinger und bittet ihn darum, alle Straßen, die durch die betroffenen Waldgebiete verlaufen, zu sperren. Mit ihrem Einsatzteam entwickelt sie eine Strategie, wie sie am besten das Feuer bekämpfen. Ein weiteres Problem betrifft ihre Tochter Kylie.
Die Spezialisten von Darcys Einsatzteams sind sich sicher, dass es sich bei den Bränden um Brandstiftung handelt. Kylie Hamilton gerät schon bald unter Tatverdacht. Zeugen sahen sie, gemeinsam mit ihrem Freund, in der Nähe des ersten Brandherdes. Kylie beteuert ihre Unschuld, doch die Öffentlichkeit ist darauf bedacht, einen Sündenbock zu finden, und auch der störrische Bürgermeister Klinger bevorzugt eine schnelle Lösung. Darcy glaubt an die Unschuld ihrer Tochter und beginnt, eigene Ermittlungen durchzuführen.
Sie findet heraus, dass der Brandstifter zu ihrer eigenen Feuerwehrwache gehört. Da sich das Feuer über herkömmliche Methoden nicht löschen lässt, wird beschlossen, den Damm eines Wasserreservoirs zu sprengen, damit die Fluten das Feuer löschen. Dabei gerät Darcy in Lebensgefahr, da der Brandstifter mit dieser Aktion gerechnet hat und sie beim Damm erwartet.

## Rezeption
„Wenig unterhaltsamer Katastrophenfilm voller inszenatorischer und technischer Mängel.“

„Schlampig in Szene gesetzt und mit anstrengendem Geschwätz. […] Knistert auf Sparflamme vor sich hin.“

In der Internet Movie Database hat der Film bei knapp 285 Stimmabgaben eine Wertung von 3,4 von 10,0 möglichen Sternen.